# بانکداری ذخیره کسری

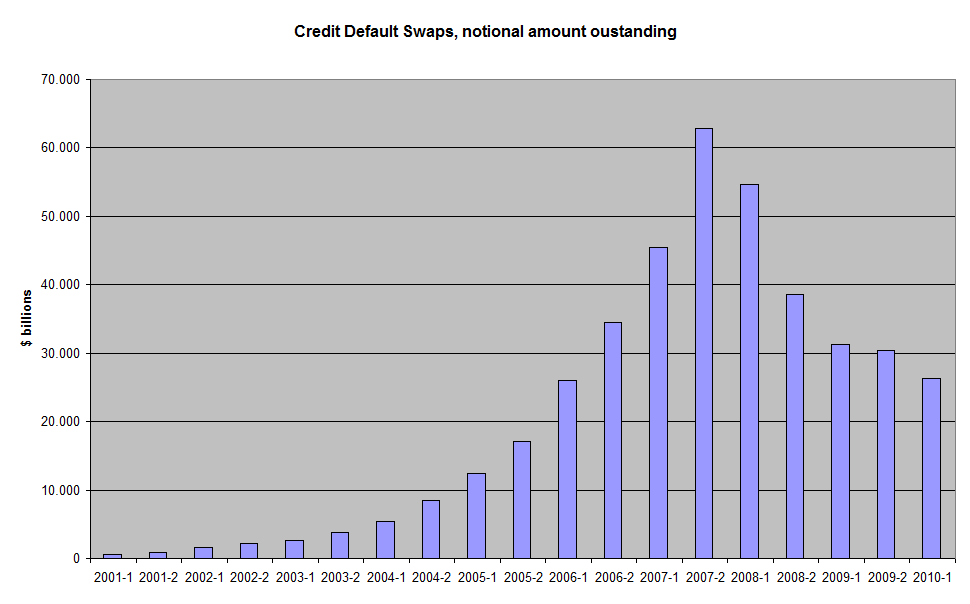
تصویری از نمودار بانگداری ذخیره کسری

بانکداری ذخیره کسری (انگلیسی: Fractional Reserve Banking) سیستمی است که در آن "ذخیره" بانک، تنها "کسری" از تمامی حسابهای مشتریان است. در این سیستم بیشتر واریزیها به بانک، به بیرون قرض داده می‌شوند و تنها کسری از آن‌ها برای جبران موجودی حسابهای مشتریان نگهداری می‌شود. بعضی از وامهای بانک، مجدداً در موسسات مالی دیگر پس انداز می‌شوند و مجدداً همین چرخه در بانک دوم تکرار می‌گردد. به دلیل اینکه موجودی حسابها، جزو پول در گردش محسوب می‌شوند، سیستم ذخیره کسری، نقش مهمی در افزایش نقدینگی داشته و بانکها در آن پول تولید می‌کنند. از این رو میزان پول در گردش بیشتر کشورها چندین برابر مقدار تولید شده توسط بانک مرکزی است. میزان این افزایش توسط ضریبی تعیین می‌شود که معمولاً توسط مسئولین دولتی، ذخیره‌های زیادی بانکها و مقدار پول در دست مردم که در بانک گذاشته نشده‌است تعیین می‌شود.
بانک مرکزی در بیشتر کشورها میزان حداقل ذخیره بانکها را تعیین می‌کند. این امر باعث محدود شدن تولید پول توسط بانک مرکزی می‌شود و باعث می‌شود که بانک دارای منابع کافی برای باز پس دادن پول مشتریان باشد. ولیکن به دلیل اینکه بانک مقدار کمتری از کل موجودی حسابها را در واقع دارا است، در زمانی که به دلیل ترس یا عدم اطمینان یا در زمانهای معینی از سال تعداد زیادی از مردم برای بازپس گرفتن پولشان به بانک مراجعه کنند بحران ایجاد می‌شود. در قدیم و قبل از تأسیس بانک مرکزی، این حالت باعث ورشکسته شدن بانک می‌شد زیرا با انتشار خبر در مورد وجود نداشتن پول در بانک مشتریان زیادی سراسیمه برای خارج کردن پول خود مراجعه می‌کردند. اما پس از تاسیس بانک مرکزی، در شرایط بحرانی منابع مالی مورد نیاز بانک را تأمین می‌کند. از این رو در این حالت بحران برای یک بانک به صورت مجزا ایجاد نمی‌شود، ولیکن در حالت بحرانی یک کشور به‌طور کامل ورشکست می‌شود.
در حال حاضر تمامی بانکها در تمامی کشورهای دنیا از سیستم بانکداری ذخیره کسری استفاده می‌کنند.

## چگونگی کارکرد
در بیشتر سیستمها، پس از اینکه مشتری پول خود را در بانک واریز می‌کند یک رسید کاغذی به عنوان سند این کار دریافت می‌کند. این سند نشاندهنده بدهی بانک به آن فرد است. بانک در عین حال وامهایی را برای مشتریانی که قصد وام گرفتن دارند می‌دهد. در این سیستم بانک تنها بخشی از ذخیره‌های مورد نیاز برای بازپرداخت حسابهای پس انداز را دارا است.
تمامی مشتریان بانک حق درخواست پول خود را که در بانک پس انداز نموده بودند در هر زمان دارند. اگر تمامی مشتریان در هر زمانی قصد کنند پول خود را خارج کنند بحران ایجاد خواهد شد. زیرا بانک تنها مقدار کمی از کل موجودیها را واقعاً دارا است. در این شرایط معمولاً بانک ورشکست خواهد شد. به دلیل وجود بانک مرکزی این اتفاق در دنیای مدرن بسیار نادر است. ولیکن وقتی که بانک مرکزی به جای اجازه ورشکستگی به بانک، پول جدید برای باز پس دادن بدهیهای بانک ایجاد می‌کند به حجم نقدینگی افزوده می‌شود که باعث ایجاد تورم می‌گردد. از این رو در دنیای مدرن بحران بانکی اتفاق نمی‌افتد ولیکن تورم به مسئله شایعی تبدیل گشته‌است.
در شرایط عادی گردش مالی در هر کشوری سیستم بانکداری ذخیره کسری معمولاً به‌طور عادی کار می‌کند. در این شرایط تنها تعداد کمی از مشتریان اقدام به باز پس گرفتن پس اندازهای خود از بانک می‌کنند.

### مثال
حالتی را در نظر بگیرید که در آن نرخ ذخیره ۱۰ درصد باشد. در این حالت بانک در هر زمان تنها ۱۰ درصد کل مبلغ بدهیهای خود را دارا است. از این رو اگر ۱۰۰۰ دلار در بانک واریز شد این ۱۰۰۰ دلار به ۹۹۵۴ دلار می‌تواند در ۵۰ مرتبه وام دهی تبدیل شود. این افزایش به صورت زیر است. در مرحله اول به دلیل نرخ ذخیره ۱۰ درصد تنها بانک ۱۰۰ دلار را نگهداشته و ۹۰۰ دلار را وام می‌دهد. مشتری که وام گرفته‌است احتمال زیاد این پول را برای خرید کالایی مصرف می‌کند. فرد دوم که این پول را دریافت می‌کند احتمال زیاد این پول را در بانک دیگری واریز می‌کند. در بانک دوم نیز به دلیل اینکه نرخ ذخیره ۱۰ درصد است از این ۹۰۰ دلار ۹۰ دلار نگهداشته شده و ۸۱۰ دلار وام داده می‌شود. این چرخه همینطور ادامه می‌یابد تا جایی که ۱۰۰۰ دلار اولیه تبدیل به ۹۹۵۴ دلار می‌گردد که باعث ایجاد ۱۰ برابر پول در حجم نقدینگی می‌گردد.

## تولید پول
در بانکداری مرکزی مدرن، بانک مرکزی ارتباط بین بانکهای مختلف را ایجاد می‌کند و جلوی ورشکستگی بانک را می‌گیرد. بانکداری ذخیره کسری حجم نقدینگی را افزایش می‌دهد ولیکن خطر ورشکستگی بانک به دلیل نداشتن بدهیها را نیز زیاد می‌کند.
در سیستم بانکداری ذخیره کسری به همراه بانک مرکزی دو نوع پول وجود دارد:
۱- پول بانک مرکزی: پولی است که توسط بانک مرکزی ایجاد شده‌است و ممکن است به صورت فلزات گرانبها، کالا، چک تضمین شده، سکه یا پول الکترونیکی باشد.
۲- پول بانکها: پولی که باید برای بدهیهای بانک به مشتریان پرداخت شود.
هنگامی که پول بانک مرکزی وارد چرخه می‌شود به ذخیره‌های بانک اضافه می‌گردد.

## دلایل
اقتصاد دانان موافق بانکداری ذخیره کسری اعتقاد دارند که این سیستم باعث شکوفا شدن اقتصاد می‌شود. زیرا در سیستم مخالف آن که بانکداری ذخیره کامل است بانک برای تمام بدهیهای خود دارای ذخیره‌است. از این رو بانک نمی‌تواند پول خود را در امور مختلف سرمایه گذاری کند و پولهای پس انداز شده برای سرمایه گذاری در امور دیگر در دسترس نیستند. همچنین این سیستم سود زیادی را برای بانک ایجاد خواهد کرد زیرا بانک از وامهایی که بدون پشتوانه ایجاد کرده‌است نیز سود بانکی دریافت می‌کند.

## نظارت
بانکهای مرکزی در تمامی کشورهای دنیا برای جلوگیری از ورشکسته شدن بانکها در زمان بحران هجوم به بانک ایجاد شده‌اند.

### بانک مرکزی
بانکهای مرکزی معمولاً نرخ ذخیره مورد نیاز هر بانک را تعیین می‌کنند. همچنین بانکهای مرکزی معمولاً به بانکهایی که دچار کسری ذخیره هستند نقدینگی می‌دهند.

## انتقادات
مخالفین این سیستم اعتقاد دارند که این سیستم باعث افزایش تورم می‌گردد. همچنین به دلیل اینکه بانک در واقع پولی را که ندارد وام می‌دهد آن را نوعی از تقلب در معامله میدانند. زیرا آن‌ها معتقد هستند که در صورتی که یکی از افراد عادی اجتماع اقدام به وام دادن پولی که دارا نیست بکند توسط دولت به دلیل کلاهبرداری دستگیر می‌شود. از این رو اقدام بانک نیز معادل چنین عملی است.
به دلیل اینکه فرایند تولید پول توسط بانکداری ذخیره کسری به بدهی جدید احتیاج دارد، باید بدهی مردم افزایش یابد تا پول جدید ایجاد شود. از این رو این عمل باعث کم شدن ارزش پول و انتقال ثروت از طبقه پایین جامعه به طبقه دارای اموال واقعی نظیر زمین یا طلا می‌گردد. در واقع بانک در این عمل از هیچ، پول تولید می‌کند.
بعضی اقتصاد دانان نظیر استفان زارلنگا، لو راکول و موری راثبارد اعتقاد دارند که سیستم بانکداری ذخیره کسری به همراه پول فیات مهم‌ترین مشکل سیستم اقتصادی فعلی است. آن‌ها معتقدند که ترکیب پول فیات و بانکداری ذخیره کسری هرگونه محدودیتی برای تولید پول را از بین می‌برد و از این رو منجر به ایجاد اقتصاد حبابی می‌شود.
مارک آنیلسکی و بعضی سیاستمداران دیگر نظر مایکل روباثام، اعتقاد دارند که در واقع سیستم بانکداری ذخیره کسری یک سیستم هرمی است که هر فرد بدهکار جدید باید بدهکاران دیگری برای سیستم تولید کند.
معتقدین به مکتب اقتصاد اتریشی میگویند که دلیل اصلی تورم وجود بانکداری ذخیره کسری است و از این طرفدار سیستم ذخیره کامل هستند. این ایده توسط اقتصاد دانان طرفدار مکتب کینز مورد انتقاد قرار گرفته‌است.
به دلیل اینکه بانکداری ذخیره کسری پول تولید می‌کند، بنا بر نظریه مقدار کمی پول ارزش پول با افزایش نقدینگی افت می‌کند. این امر باعث افزایش قیمتها می‌شود. اقتصاددانان مکتب اتریشی معتقدند که دلیل اصلی افزایش قیمتها و تورم بانکداری ذخیره کسری است.
بعضی معتقدند که در سیستم اسلامی تنها بانکها باید به صورت بانکداری ذخیره کامل فعالیت کنند. از این رو وام دادن پولهایی که واقعاً موجود نیست نوعی از قمار و حرام محسوب می‌شود زیرا منابع واقعی برای بازپس دادن همه این بدهیها وجود ندارد. ولیکن امروزه تمامی بانکهای کشورهای اسلامی از سیستم ذخیره کسری استفاده می‌کنند.